# 麻績インターチェンジ
麻績インターチェンジ（おみインターチェンジ）は、長野県東筑摩郡麻績村にある長野自動車道のインターチェンジである。なお、麻績BSがIC外側に併設されている。
麻績村、筑北村、青木村、上田市西部などにアクセスする場合に利用される。

## 道路
- E19 長野自動車道（6番）

## 接続する路線
- 国道403号（直結）
  - 長野県道55号大町麻績インター千曲線
  - 長野県道12号丸子信州新線

## 料金所
- ブース数：4

### 入口
- ブース数：2
  - ETC専用：1
  - ETC・一般：1

### 出口
- ブース数：2
  - ETC専用：1
  - 一般：1

## 周辺
当インターチェンジの東側で麻績村と筑北村の境界線が通っており長野方面へ向かうもしくは向かってくる場合は4回ほど越える。
- 麻績村役場
- 麻績郵便局
- 聖高原
- JR東日本篠ノ井線聖高原駅
  - 駅名は周辺の聖高原にちなむ。旧称は村の名前と同じ麻績駅であった。
- 松本信用金庫筑北支店
- JA松本ハイランド麻績支所
- セブンイレブン麻績聖高原店

## 麻績バスストップ
麻績バスストップ（おみバスストップ）は、長野県東筑摩郡麻績村の長野自動車道麻績インターチェンジ外側に併設されている高速バス停留所。
「長野道麻績インター」と表記されている。

### 停車する路線
- 長野 - 京都・大阪（梅田）線（アルペン長野号、アルピコ交通・阪急バス ※夜行便のみ停車）
京都深草 - 麻績BS - 姨捨BS

## 隣
E19 長野自動車道
(5) 安曇野IC - (5-1) 筑北SIC - 筑北PA - (6) 麻績IC - (6-1) 姨捨SA/スマートIC - (7) 更埴IC